# كأس سوبر دوري كرة القدم
كأس سوبر دوري كرة القدم (بالإنجليزية: Football League Super Cup)‏ هي منافسة كرة قدم أقيمت في إنجلترا بموسم 1985-1986. وقد نظمت من مجموعة دوري كرة القدم الإنجليزي، وكان القصد منها تعويض الأندية مالياً جراء حرمان الأندية الإنجليزية من المشاركة في البطولات الأوروبية بعد أحداث كارثة ملعب هيسل، والتي تسبت في مقتل 39 شخصاً، نتيجة انهيار جدار تحت ضغط الجمهور الهاربين في ملعب هيسل في بروكسل، كنتيجة لأعمال شغب قبل بداية مباراة نهائي كأس الأندية الأوروبية البطلة 1985 بين نادي ليفربول الإنجليزي ونادي يوفنتوس الإيطالي.
أقيمت البطولة مرة واحدة، وقد فاز باللقب آنذاك نادي ليفربول.